# Planinka Jurišić-Atić
Planinka Jurišić - Atić, bosanskohercegovska pianistka in pedagoginja, * 1955, Tuzla, Bosna in Hercegovina.
Rodila se je v Tuzli slovenski materi in bosanskem očetu. Tam je končala gimnazijo in srednjo glasbeno šolo.
Študij klavirja je nadaljevala na Akademiji za glasbo v Sarajevu v razredu prof. Matusje Blum in je z odliko končala leta 1979. Svojo klavirsko igro je izpopolnjevala v Parizu, kot štipendistka francoske vlade na École Normale de Musique »Alfred Cortot« v razredu prof. Ramzi Yasseja, študenta Sergeja Dorenskega na moskovskem konservatoriju P.I. Čajkovski.
Nastopala je solistično in z orkestrom RTV Sarajevo. Kasneje je več pozornosti vlagala v pedagoško delo in se mu kmalu povsem posvetila. Do leta 1995 je bila zaposlena na Srednji glasbeni šoli v Tuzli kot profesorica klavirja in vodja klavirskega oddelka. V tem času je vzgojila vrsto odličnih mladih pianistov, ki so prejeli veliko število nagrad na republiških, zveznih in mednarodnih tekmovanjih. Nastopali so na številnih koncertih po bivši Jugoslaviji, snemali za radio in televizijo. Leta 1987 je dobila priznanje za najbolj uspešnega pedagoga na Republiškem tekmovanju mladih glasbenikov v Tuzli. S svojimi učenci je bila povabljena in je tudi aktivno sodelovala na Ustanovitvenem kongresu združenja klavirskih pedagogov Jugoslavije (Epta) v Rovinju, leta 1988. Nekateri učenci iz njenega razreda so danes uveljavljeni mladi umetniki: Vladimir Valjarević (koncertni pianist in profesor klavirja na Mannes College of Music v New Yorku), Edin Mustačević (kot pianist deluje v Oslu), Belma Bešlić, Viktorija Liu in mnogi drugi.
Od leta 1995 živi in deluje v Sloveniji in poučuje klavir na SGBŠ Maribor. Njena tamkajšnja učenka je bila slovenska mlada pianistka Fada Azzeh.